# 初級預防
初級預防 亦稱一級預防 （預防醫學）乃明顯不同於次級或第三級預防的概念。主要意涵有三方面，提昇個人高層次的潛能、幸福感或協助相關環境改變的促進性活動或方案，維持或轉變個人到適當功能狀態或協助相關環境改變的保護性活動或方案，預先增強個人抵抗能力以避免產生可預測的問題或疾病並協助消除環境影響因素的防範性活動或方案。

## 預防相關的辭彙比較
| 中文                         | 英文                                | 定義比較 |
| ---------------------------- | ----------------------------------- | --- |
| 預防                         | prevention                          | 定義範圍最為廣泛，在用詞上具有很大的彈性，意指所有預先防止不利結果的相關策略或方案(如癌症、車禍傷亡、性病、運動傷害等)。                                                                                               |
| 心理衛生預防                 | prevention in mental health         | 定義縮小到聚焦在心理衛生的範圍，可分為初級(primary)預防、次級(secondary)預防與三級(tertiary)預防三類。一般來說，這是心理衛生相關專業最熟悉的定義類別，以及後兩者的意涵。                                               |
| 初級預防                     | 預防醫學                            | 此非常不同於其他兩類(次級與三級)預防的概念與介入方式，其主要目標在減低問題或疾病的發生率，但沒有只限定在心理衛生的部份，還關注到其他身體健康或傷害方面(如飲用水加氟以防止齲齒、開車繫緊安全帶、宣導健康飲食與運動等)。 |
| 心理衛生初級預防(預防心理學) | primary prevention in mental health | 這定義比初級預防更限定在心理健康的層面，與初級預防相同目標在於減低發生率(incidence)，而不是盛行率(prevalence)。而且，尤其特別強調在增強心理健康程度(wellness)、以及預防心理困擾或問題等部份。                          |

| 中文 | 初級預防                                          | 次級預防                                                                                  | 三級預防                                                 |
| ---- | ------------------------------------------------- | ----------------------------------------------------------------------------------------- | -------------------------------------------------------- |
| 英文 | primary prevention                                | secondary prevention                                                                      | tertiary prevention                                      |
| 意涵 | 預防(prevention)                                  | 處遇(intervention)                                                                        | 治療(treatment)                                          |
| 目的 | 提昇或增強： 健康個人 抵抗疾病 守法與無困擾的行為 | 介入在問題的早期徵兆 阻止疾病 減低危機 改變困擾行為                                       | 復健 重建 治療                                           |
| 對象 | 每個人 無困擾的個人 社區狀況                      | 危險群的個人 危機的個人 高危險群                                                          | 有困擾的個人 病人 個案                                   |
| 策略 | 改變環境 健康促進 建立技巧 提昇察覺 提供支持      | 評估問題層次並提出解決建議 短期介入並解除危機 提供技能去改變狀況的反應 改變狀況之一的反應 | 治療症狀(如解毒、療法、療養) 治療傷害與疾病 提供復健技巧 |

## 初級預防的主要目的
初級預防主要目的在持續保持個人處在健康的狀態，故其介入對象是屬於沒有情緒不良症狀或心理疾病的一般民眾(非屬高危險群)。除提供環境資源外，也可提昇個人能力，以減少受困生活的可能性，增加功能失常的免疫力。
初級預防的具體目標在「減少問題或疾病的發生率（发病率）」。如果發生率能先設法降低，其問題或疾病的盛行率（患病率）也將有效被減少。
※「發生率」(I)：是指在特定期間(通常是一年)，某一地區或人口群體產生某類問題或疾病的新增個案人數。
※「盛行率」(P)：是指在特定的時間點，某類問題或疾病的現有(包含新舊)個案人數。
※「期間」(D)：某類問題或疾病從發生到解決或復原所持續的時間。
※基本公式：P=I×D

## 初級預防的發展演進
「prevention」一詞源自拉丁字，意謂「預期」(to anticipate)或「當某事來臨前」(before something to come)之義。另外，預防的概念並立基於19世紀的公共衛生運動(公共卫生 movement)，直到近幾十年才比較正式為心理衛生領域所引用，而且有進一步的發展。在心理學方面，逐漸形成一個「預防心理學」(preventive psychology)的次領域。另外，跨學門方面則產生了「預防科學」(prevention science)。
美國在1960年代末期與1970年代期間，由於聯邦政府預算支持，使社區心理衛生中心的預防工作推展受到相當的重視。但隨著1980年代的預算緊縮，使得大部分社區心理衛生中心將預防服務減少、取消，或是將其資源轉移到臨床方案的服務上。最近幾年來，又有改變的跡象，社區心理衛生預防工作有再度興盛的趨勢。
目前，初級預防已成為社區心理學的重要價值與實務模式之一。

## 初級預防的實務面向

### 人類問題與潛能發展的生態因素
- 個人：包括認知、情感、行為、生理/生物方面。
- 初級團體：例如家庭、同儕團體、與個人有面對面互動關係的工作伙伴等。
- 次級團體：類似在一個大型的組織當中，其勞工部門所扮演的特定角色。
- 社會文化團體：象徵能提供生活意義的集體共享系統，例如法律、社會習俗、種族傳統、語言、次文化生活型態、靈性等。
- 物理環境：包含自然環境(土地、水源、空氣)與建築環境(建築物、道路、規劃的休憩空間、遊樂場地)。
- 時間架構：隨著時間的推移，發生在個人身上與團體之中的生命歷程事件，包括歷史變遷、團體進化、個人成長及發展。

## 初級預防的方案評估

### 評估層次
1. 此預防方案有無做到原先計畫設定的步驟及目標？
2. 此預防方案參與者的表現(參與度、持續性)為何？
3. 此預防方案參與者有無學習到原先計畫所設定的項目或內容？
4. 此預防方案參與者的態度或自尊是否有具體改善？
5. 此預防方案可否找出參與者未來行為改變的預測變項？
6. 此預防方案是否改變社區情況或制度條件？
7. 此預防方案參與者的行為有無改變？
8. 此預防方案所針對的社區整體行為是否改變？

### 評估方式
- 經由預防方案的規劃過程，決定進一步觀察或測量的成效指標。
- 進行這些成效指標的方案前後階段的測量。
- 分析方案人員為何相信此計畫是成功或失敗的。
- 提出方案相關成效或進展的報告。
- 利用系統性(或質化)的方式，詢問服務使用者與社區民眾對預防方案相關成效的看法。
- 如果可能的話，與相關專家學者合作，進行預防方案的密集性、長期性或有控制組設計的實證評估研究。

## 初級預防的推廣行銷
推廣初級預防方案有四種行銷策略：
- 互惠性(相得益彰)：方案提供者及參與者(或服務使用者)雙方均能獲得彼此想要的益處。
- 在行銷之前，先行系列地審視方案相關內涵及功能：例如「方案的主題為何」、「如何能夠打動人心並促進人們去接受、使用或參加相關方案」、「對方有能力或願意去負擔的方案成本為何」、「此方案將會帶給對方多少學習上的價值」、「此方案最有可能直接影響到(看見或知悉)的是哪一群或位於何處的人們」、「此方案應該優先推廣的是哪一個特定群體或對象」、「此方案行銷如何能善用不同的宣傳管道及表達方式(說對方聽得懂的語言)」。
- 取得方案推廣的有利位置(positioning)：如產品階梯(product ladder)的行銷概念。
- 持續堅持下去。

## 初級預防的政策發展

### 國家整體的預防政策
一個完整的國家預防政策內涵可能包括以下的部份：
1. 政策目的或使命的陳述說明。
2. 政策期望結果或成效指標的陳述說明。
3. 政策期望結果達成之必要條件的陳述說明。
4. 政策主管機關的陳述說明。
5. 政策負責機制或相關行政法令(施行細則)的陳述說明。
6. 政策落實所需相關資源提供的承諾說明。
7. 政策強制性相關條文的陳述說明。

### 各州政府的預防政策
隸屬層級：法律、行政命令、機關政策規章、立法決議、宣告(聲明)、專門(特別)小組建議等。
影響對象：立法機關、經費來源、所有州立相關機構、單獨一家州立機構、協調組織(coordinating body)、社區機構、社區團體、學校等。
成效因素：經費、共同贊助或協同合作、機關法規的明確定義與修訂、技術協助或訓練、規劃、執行、評估研究、監督責任、政策相關實務的指引、責信、強制性等。
擬定原則：
- 整合相關領域的智慧與力量，但在協同合作的過程中需考量每個專業的最佳利益。
- 在政策規劃之前，必須掌握及呈現預防工作相關數據資料。
- 州政府應該非常清楚要做哪些預防工作項目。
- 在整個政策擬定過程之中，需要有人扮演監督的角色責任。
- 在立法過程中，必須建立有力的支持後盾，例如議員、政黨、社區領袖、協會組織等。
- 提供政策相關證據，基本上是必要的，但不一定能說服所有議員。
- 一個好的、清晰的政策說帖是需要的，其內容不可過度簡短或冗長。
- 要有永不放棄的精神：如果此議題非常重要，雖然第一次的擬定政策過程不順利或失敗，還是必須再度地嘗試。

### 初級預防的政策範例
1983年，美國佛蒙特州議會通過著名的初級預防法案(Vermont's prevention law)(Act79)，到了1986年又再度修正。法案主要目的在鼓勵社區參與發展有效的初級預防方案，以提昇佛蒙特州家庭及其兒童的健康與自立性。法案的關鍵內容包括以下四部份：
- 初級預防的定義：指致力於降低青少年犯罪、逃學曠課、物質濫用、兒童虐待與其他社會解構行為等問題發生的可能性。
- 州級的初級預防計劃：含有目的、目標、標的區域、初級預防策略等，以及整合教育、人類服務、車輛監理、司法、社區事務、就業與職訓、公共安全、森林及公園與休閒等部門相關資源。
- 州級機關與部門所分擔的責任。
- 建置「兒童信託基金」(CTF)。

## 延伸閱讀
- Weissberg, Roger P.; Thomas P. Gullotta, Robert L. Hampton, Bruce A. Ryan, Gerald R. Adams. . Sage Publications. 1997. ISBN 0-7619-1090-5.
- Weissberg, Roger P.; Thomas P. Gullotta, Robert L. Hampton, Bruce A. Ryan, Gerald R. Adams. . Sage Publications. 1997. ISBN 0-7619-1092-1.
- Brownson, Ross C.; Elizabeth A. Baker, Lloyd F. Novick. . Aspen Publishers. 1999. ISBN 0-8342-1241-2.
- Joffe, Justin M.; George W. Albee. . University Press of New England. 1981. ISBN 0-8745-1187-9.
- Durlak, Joseph A.; Joseph R. Ferrari. . Haworth Press. 1998. ISBN 9781317844662.
- Price, Richard H.; Emory L. Cowen, Raymond P. Lorion, Juli Ramos-McKay. . American Psychological Association. 1988. ISBN 1-55798-036-5.
- Gullotta, Thomas P.; Martin Bloom. . Kluwer Academic/Plenum. 2003. ISBN 0-306-47296-1.
- Clay, Rebecca A. . Monitor on Psychology. 2009, 40(8): 42  [2009-12-07]. （原始内容存档于2009-09-29）.
- Identifying and Implementing Ethical Standards for Primary Prevention（页面存档备份，存于） (Kenneth S. Pope)

## 外部連結
- 台灣社區心理學資訊網
- 美國預防研究學會（页面存档备份，存于） (Society for Prevention Research)
- 預防方案實務之黃頁 (A World of Prevention)